# DC Tower 3
Der DC Tower 3 ist ein als Studentenwohnheim genütztes Hochhaus, das im 22. Wiener Bezirk Donaustadt zwischen Wagramer Straße, Reichsbrücke und den Gleistrassen der U-Bahn-Linie U1 errichtet worden ist. Er ist Teil der drei DC Towers.
Das Gebäude wurde von der S+B Gruppe von 2019 bis 2022 nach Plänen des österreichischen Architekturbüros Dietrich/Untertrifaller gebaut und für über 100 Millionen Euro an das US-amerikanische Immobilienunternehmen Greystar Real Estate Partners verkauft.
Der Turm ist 110 m hoch und wird von Piloten getragen, die bis zu 35 m in die Tiefe reichen. Seine 22.800 m² Nutzungsfläche verteilen sich auf 34 Ober- sowie fünf Untergeschoße. Neben 832 Apartments ist in dem Bauwerk ein Fitnessstudio untergebracht. Zudem verfügt es über eine Dachterrasse.

## Bilder

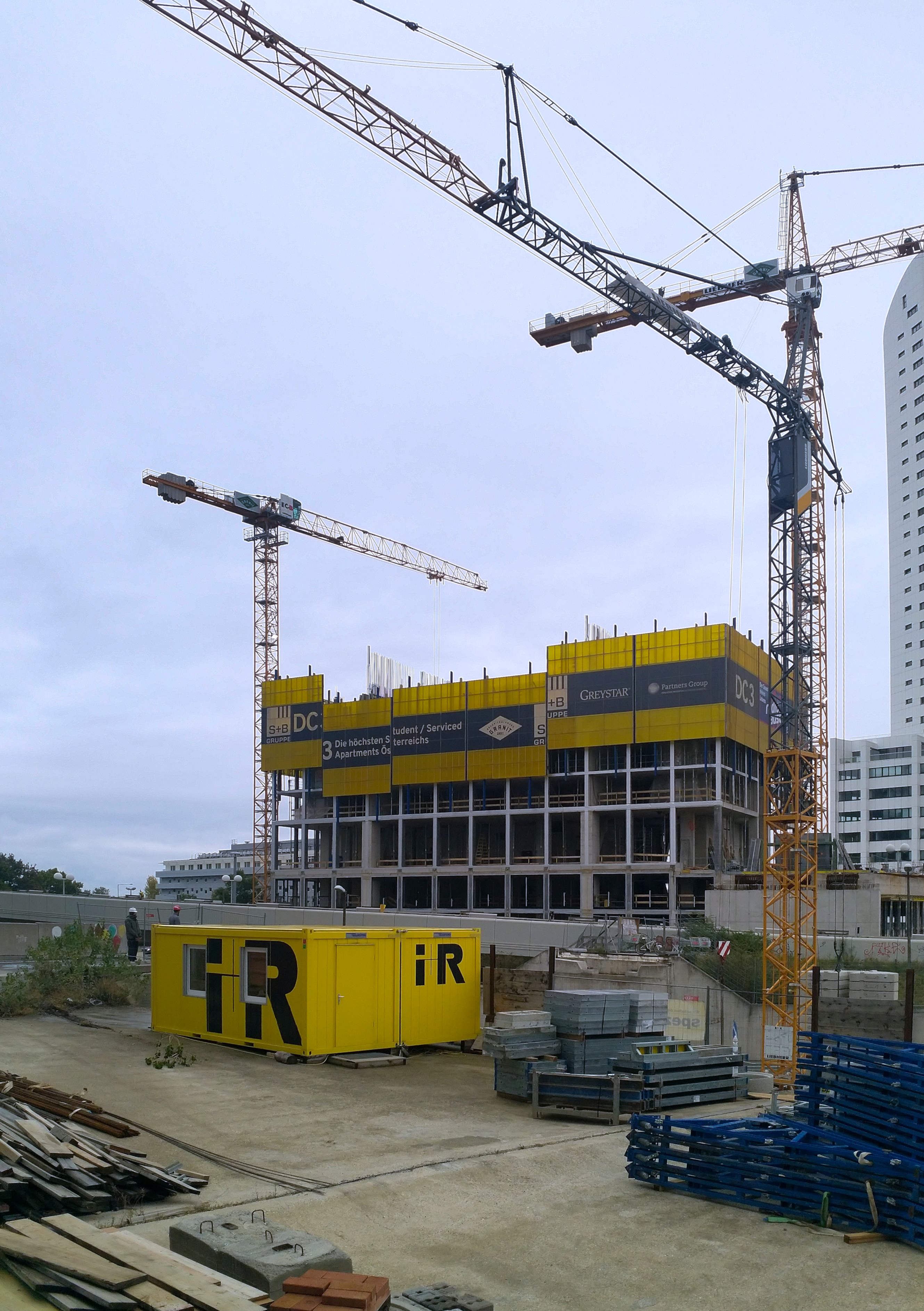
Baufortschritt im Oktober 2020 …
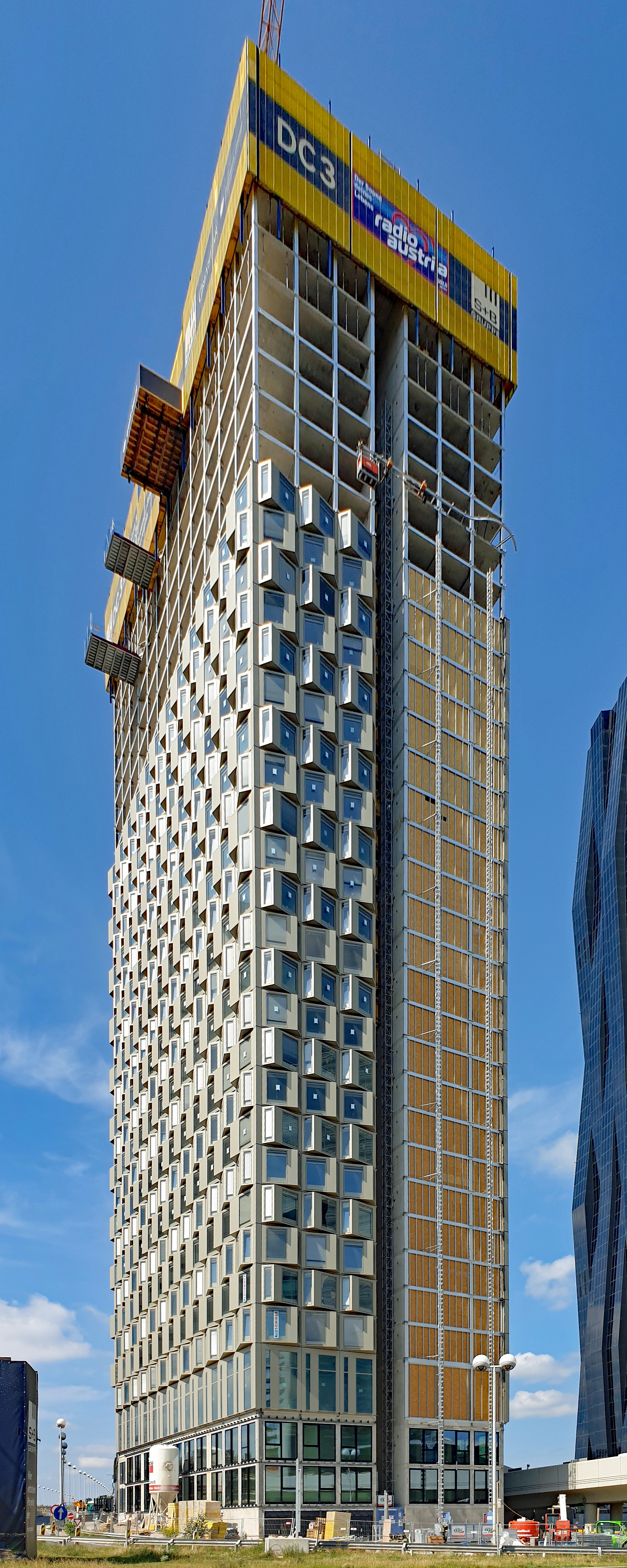
… und Juli 2021